# Robinson 2025 (vår)
Robinson 2025 är den tjugosjunde säsongen av svenska Robinson, den har premiär på TV4 Play den 28 mars, och på TV4 den 30 mars 2025. Programledare är Anders Lundin, dock inte första veckan då Anna Brolin var programledare.
Nytt för denna säsong är att tre av de nio ödesurnorna är dödskallar. Den som hugger upp en dödskalle är helt ute ur Robinson och måste alltså åka hem. En annan nyhet är att söndagsavsnitten på TV4 Play flyttats bak två dagar och publiceras alltså på fredagar istället med undantag för finalavsnittet som publiceras på söndagen.
Deltagarna uppmanades att dela upp sig i två lag, där det ena laget bestod av de som ansåg sig ha styrka som huvudegenskap och det andra bestod av de som ansåg sig ha hjärnan som huvudegenskap. Lag Nord är de smarta och lag Syd de starka.
Finalen blev en jämn kamp mellan Sara Mölldal, Pontus Croneld och Aron Sjölund. Till slut var det 18-åriga Aron som stod som segrare och blev därmed den yngsta Robinson-vinnaren genom tiderna i hela världen. Aron vann därmed Robinson-statyetten och 500 000 kr.